# 1993년 러시아 헌정위기
1993년 러시아 헌정위기(러시아어: Конституционный кризис 1993 года)는 1993년 러시아 모스크바에서 러시아 대통령과 의회인 최고 소비에트 사이에 일어난 정치적 대립이다.

## 배경
1991년 소비에트 연방이 무너진 이후 러시아는 소련 시절 권력의 중심이었던 최고 소비에트와 대통령인 보리스 옐친이 정부를 구성하고 있었다. 8월 쿠데타를 진압하며 인기를 얻은 옐친은 새로운 경제 개혁안을 내세워 러시아 내 국유 공장을 민영화하고, 국유 재산을 대거 민간에 매각하기 시작하자 러시아 경제는 급속도로 하락했다. 최고 소비에트가 이에 반대해 옐친의 정책에 제동을 걸자, 옐친이 이끄는 행정부와 기존 소비에트 세력이 이끄는 입법부가 대립했다. 러시아의 경제 하락과 더불어 옐친의 개혁에 불만을 품은 반대 세력으로 하여금 정치적으로 대항할 수단을 제공했다. 특히 1993년 4월 구 공산당 및 극좌 정당이 의회에서 다수 의석을 차지하면서 옐친은 정치적으로 불리한 입장에 놓였다. 최고 소비에트는 옐친의 개혁 정책에 제동을 걸며 옐친의 권력 행사를 일부 제한했고, 대통령이 이끄는 행정부와 최고 소비에트가 이끄는 입법부의 대립은 극화되었다.

## 무력 충돌
1993년 9월 21일 최고 소비에트를 해산했다. 이에 최고 소비에트는 9월 23일 인민대표회의를 소집해 대통령을 탄핵하고, 부통령이었던 알렉산드르 루츠코이를 대통령에 임명했다. 10월 3일 최고 소비에트와 친 소비에트 시위대가 오스탄키노 방송국으로 진입해 방송국을 점령하고 옐친에 저항할 것을 선동하였다. 모스크바 시내를 경비하던 내무군 중 일부가 소비에트에 가담하고 친의회 시위대가 불어나자, 옐친은 더 이상 무력 개입을 미룰 수 없게 되었다. 옐친은 10월 4일 모스크바로 군 병력을 소집했다. 소비에트 시위대가 있는 크렘린 궁전을 포위한 전차 부대는 오전 8시, 의회를 포격하고 군부대를 들여보내 의회를 점령했다. 최고 소비에트와 관련 지도자들은 체포되었으며, 의회는 강제로 해산되었다.

## 결과
러시아 의회를 무력으로 진압한 뒤, 옐친은 10월 5일 공산당 및 모든 극좌 운동을 금지시켰다. 사건 당시 의회를 지원한 신문은 발행 금지되었으며, 다음날 러시아 소비에트 체제를 해산시켰다. 이 사건으로 구 공산당 세력은 거의 붕괴했으나 옐친 역시 지지도가 추락해 정치적으로 큰 타격을 입었다.

## 같이 보기
- 러시아의 역사